# Neacomys jau
Neacomys jau — вид мишоподібних гризунів родини хом'якових (Cricetidae). Описаний у 2021 році.

## Поширення
Ендемік Бразилії. Поширений між річками Ріу-Негру та Амазонкою на півночі країни.